# 臺北市北投區立農國民小學
臺北市北投區立農國民小學（Li Nong Elementary School），簡稱立農國小，是位於臺北市北投區的國民小學，創立於1977年，現有學生人數666人。

## 概述
1977年創立於台北市北投區立農街，當時於石牌地區實踐街、尊賢街與吉利街一帶新建公寓眾多，人口快速成長，為減輕附近學校負擔，因此在現址新設學校，將原就讀石牌、清江等國小部分學生歸入立農就讀，學區包含立農、立賢、尊賢、東華、八仙等里別。
創校當初先借用其他學校校舍，當年12月1日第1期校舍竣工，正式進入校園上課，當時班級數為18班。
109學年度本校班級數共37班，包括普通班24班，體育班2班，特教班1班，資源班3班，幼兒園4班(含1特幼班)。國小部學生總數679人，其中一年級127人，二年級130人，三年級115人，四年級112人，五年級91人，六年級104人。
本校教師總數 (含校長與主任)共72人，專任職員7人、護理師1人，校警1人、特教助理員1人、專任運動教練1人。

## 地理位置
學校地址為台北市北投區立農街一段250號，位置在捷運淡水線唭哩岸站附近，地處台北盆地北方邊緣的北投區，北臨陽明山國家公園，西接關渡、淡水，臨近石牌地區。

## 簡史
- 1977年學校創立，

### 歷任校長
- 1977年首任校長鄭耀蒙。
- 1981年第二任校長王冠軍上任。
- 1989年第三任校長邱秋悅上任。
- 1993年第四任校長陳炳焜上任。
- 1999年第五任校長謝光復上任。
- 2002年校長曾郁敏上任。
- 2006年校長陳成文上任。
- 2012年第九任校長涂山華上任
- 2019年現任第十任校長李秋田就任

## 校歌
立農立農 淡水南繞 屯山北聳

北投唭哩 黌舍所宗(舊版為:北投奇里 黌舍所宗) 

學與時進 日新又新
（舊版為：學與時進 時與黨同）
精誠弘毅 蔚成校風

立農立農 齊日月而並耀 共河海永無窮

立農立農 德智體群美　五育並重(舊版為:立農立農 德智體群 四育並重) 

教忠教孝 強身強種

熱愛國家 誓為樑棟

發展科學 促進大同

立農立農 齊日月而並耀　共河海永無窮

## 著名校友

### 藝人歌手
- 楊丞琳：台灣知名藝人、歌手、演員，就於至三年級後轉學至東湖國小。
- 曾沛慈：台灣知名藝人、歌手、演員。

### 運動員
- 方靖仁：中華民國足球國家代表隊選手、中華民國足球協會秘書長、台灣羅本。

## 外部連接
- 立農國小網站 （页面存档备份，存于）